# Стюарт, Эндрю, 2-й лорд Эйвондейл
 Эндрю Стюарт, 2-й лорд Эйвондейл или  Эндрю Стюарт, 1-й лорд Очилтри  (англ. Andrew Stewart, 2nd Lord Avondale, Andrew Stuart, 1st Lord Ochiltree; умер в 1549 году) — шотландский дворянин и пэр, 2-й лорд Эйвондейл (1513—1543) и 1-й лорд Очилтри (1543—1549).

## Биография
Эндрю был старшим сыном Эндрю Стюарта, 1-го лорда Эйвондейла (убит 9 сентября 1513), и Маргарет Кеннеди. В 1513 году после смерти своего отца Эндрю Стюарт унаследовал титул 2-го лорда Эйвондейла. Позднее он променял свои титул и владения, получив замен титул лорда Очилтри. Его резиденцией стал замок Очилтри в Айршире. Первоначальные земли Эйвондейла были куплены или обменены Джеймсом Гамильтоном из Финнарта. Он обменял свои земли на Восточный Уэмисс (которое пришло от его жены или отца) и Очилтри, которое принадлежало контролеру, Джеймсу Колвиллу. В августе 1534 года Джеймс Гамильтон из Финнарта заключил договор об обмене с лордом Эндрю Стюартом на лордство Эйвондейл. Эндрю был утвержден в качестве лорда Эйвондейла Джеймсом Гамильтоном, графом Арраном и регентом Шотландии, сводным братом Джеймса Гамильтона из Финнарта, 12 марта 1543 года.
Эндрю Стюарт присутствовал на заседаниях парламента Шотландии в 1524 и 1525 годах. Когда король Яков V Стюарт впервые пришел к власти, сбежав из семья Дугласов и присоединился к своей матери в замке Стерлинг, лорд Эйвондейл был одним из восьми лордов и графов, которые прибыли, чтобы дать им советы. Маргарет Тюдор отметила, что они не заседали в правительстве после убийства графа Леннокса в 1526 году. Лорд Эйвондейл также сопровождал короля Якова V в Эдинбург в июле 1528 года и присутствовал на сентябрьском заседании парламента.
Английский врач Эндрю Бурд посетил Шотландию в 1536 году и написал, что часто бывал в доме у графа Аррана и лорда Эйвондейла. Некий «лорд Очилтри», вероятно Эндрю, присутствовал на процессе, который осудил Джанет Дуглас, леди Глэмис, за государственную измену 8 июля 1537 года.

## Семья
Эндрю Стюарт женился на Маргарет Гамильтон, дочери Джеймс Гамильтон, 1-й граф Арран . У супругов следующие дети:
- Эндрю Стюарт, 2-й лорд Очилтри (ок. 1521—1591), отец Маргарет Стюарт, жены Джона Нокса
- Джеймс Стюарт, граф Арран (? — 1595), лорд-канцлер Шотландии (1584—1586).

Брак Маргарет Стюарт и Джона Нокса в 1563 году разозлил Марию, королеву Шотландии, потому что она была от «крови и имени».
Один из братьев Эндрю, Генри Стюарт (ок. 1495—1552) получил титул 1-го лорда Метвена после его брака с матерью короля Маргарет Тюдор. Другой брат Джеймс Стюарт (? — 1547) был назначен капитаном замка Дун и лесничим Гленфингласа и Ментейта в июле 1528 года. Его сыном был Джеймс Стюарт, 1-й лорд Дун (1529—1590), а внуком — Джеймс Стюарт, 2-й граф Морей (ок. 1565—1592).